# Od tod do vesolja
Od tod do vesolja je drugi studijski album slovenske pevke Nane Milčinski. Na njem se nahaja 13 uglasbitev pesmi Naninega dedka Frana Milčinskega - Ježka. Album je izšel ob 100-letnici njegovega rojstva.

## Seznam pesmi
Avtor vseh besedil je Fran Milčinski - Ježek.
| Št. | Naslov                                                  | Pisec                       | Aranžma                | Dolžina |
| --- | ------------------------------------------------------- | --------------------------- | ---------------------- | ------- |
| 1.  | „Bo pomlad še kdaj povej‟                               | Anže Langus Petrović        | Femi Temowo            | 2:56    |
| 2.  | „Mala marioneta‟                                        | Femi Temowo, Nana Milčinski | Femi Temowo            | 4:02    |
| 3.  | „Party kot na sodni dan‟                                | Martin Štibernik            | Femi Temowo            | 2:51    |
| 4.  | „Poletne impresije‟                                     | Martin Štibernik            | Femi Temowo            | 3:22    |
| 5.  | „Stol‟                                                  | Martin Štibernik            | Femi Temowo            | 3:31    |
| 6.  | „Sinji sneg‟                                            | Dominik Bagola              | Femi Temowo            | 3:59    |
| 7.  | „Še to noč‟                                             | Mitja Vrhovnik Smrekar      | Femi Temowo            | 3:06    |
| 8.  | „Kaj tak žalosten je tvoj obraz‟                        | Anže Langus Petrović        | Femi Temowo            | 3:26    |
| 9.  | „Od tod do vesolja‟                                     | Mitja Vrhovnik Smrekar      | Mitja Vrhovnik Smrekar | 4:05    |
| 10. | „Ne čakaj na maj‟                                       | Borut Lesjak                | Femi Temowo            | 3:18    |
| 11. | „E lon lan ler (feat. Pevski zbor Bee Geesus)‟          | Fran Milčinski - Ježek      | Femi Temowo            | 4:01    |
| 12. | „Ljubezen naj gre vedno v cvet (feat. Klemen Slakonja)‟ | Marijan Vodopivec           | Femi Temowo            | 3:22    |
| 13. | „Beli kurir‟                                            | Anže Langus Petrović        | Femi Temowo            | 4:29    |